# Al-Lail

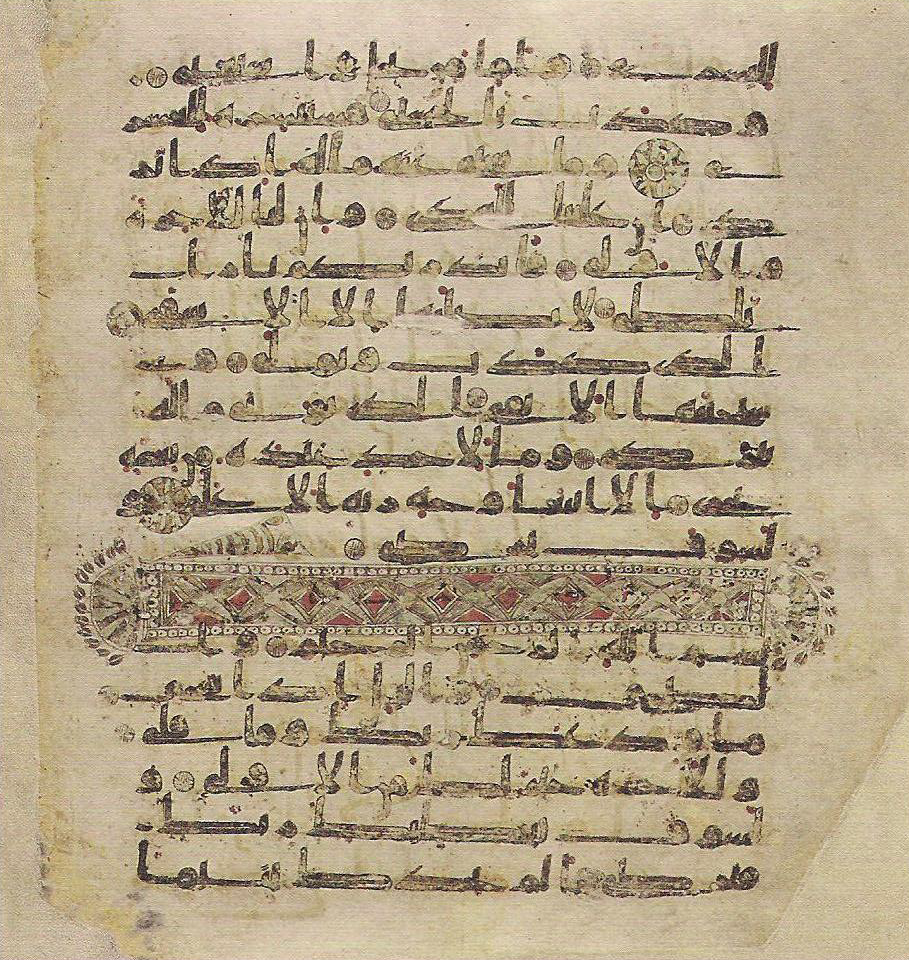
Folium mit Sure 92:8–21 und 93:1–6 aus der Topkapı-Koranhandschrift, um 800

Al-Lail (arabisch الليل al-Lail ‚Die Nacht‘) ist die 92. Sure des Korans, sie enthält 21 Verse. Die Sure gehört zu den Teilen des Korans, die in der ersten mekkanischen Periode offenbart wurden (610–615). Ihr Titel bezieht sich auf den ersten Vers.
Nach einleitenden Schwüren bei der Nacht, beim Tag und bei den Unterschieden zwischen Mann und Frau werden die Entlohnung der Rechtschaffenen sowie die Bestrafung der Frevler beschrieben. Besonders betont wird dabei die Bedeutung des Almosengebens (siehe dazu Zakāt).